# بلوبرد ایرویز
بلوبرد ایرویز (به انگلیسی: Bluebird Airways) یک شرکت هواپیمایی با کد یاتا BZ است که در تاریخ ۲۰۰۸ میلادی تأسیس شده است.
قطب این شرکت هواپیمایی در فرودگاه بین‌المللی هراکلین قرار دارد و به ۴ مقصد، پرواز مستقیم انجام می‌دهد.